# Блінда-стеньга

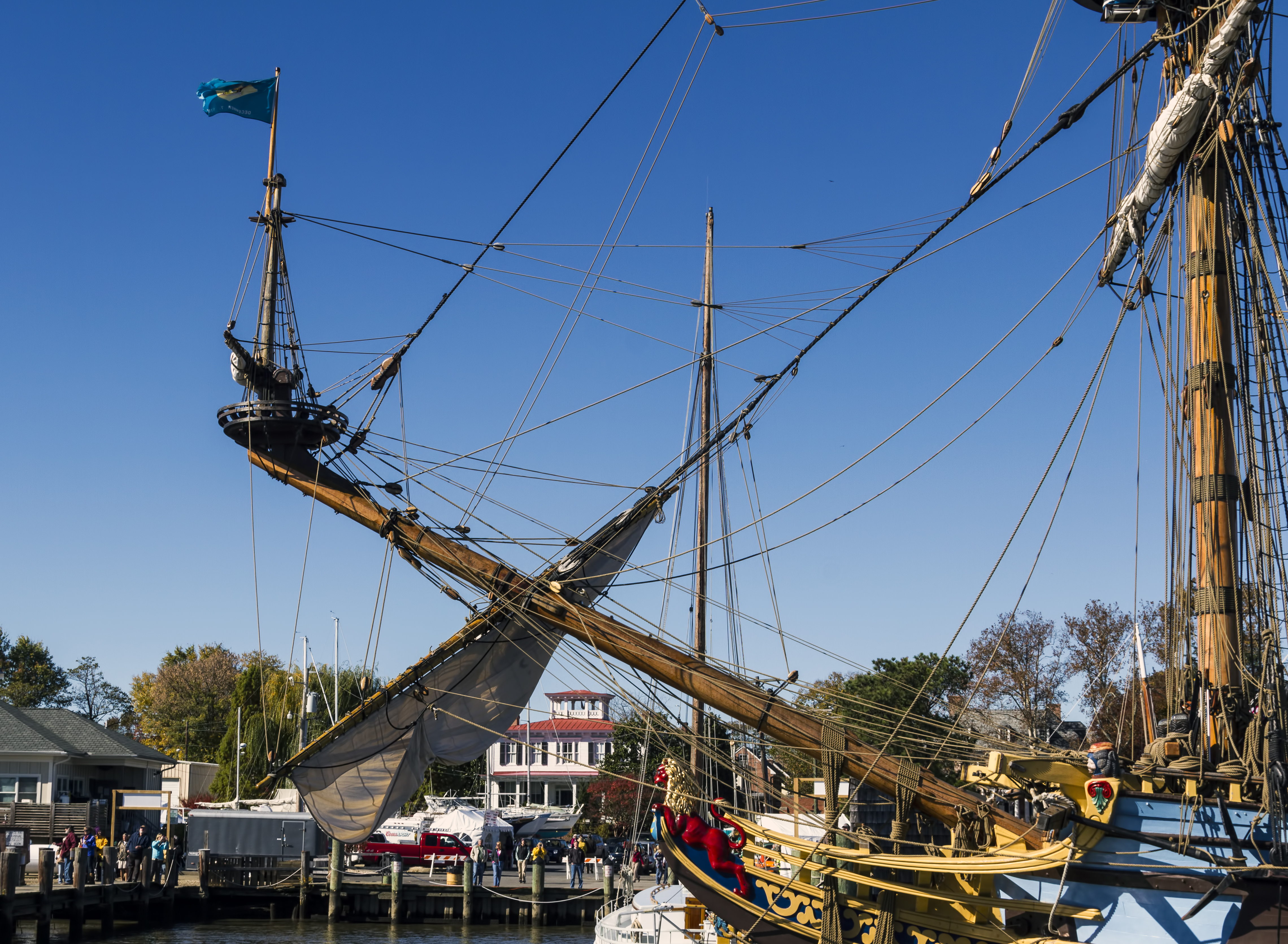
Блінда-стеньга на реконструкції корабля Kalmar Nyckel

Блінда-стеньга — невелике вертикальне рангоутне дерево, що встановлювалось у XVII—XVIII ст. на кінці бушприта. Призначенням її було нести вітрило, що мало допомагати блінду при виконанні маневру оверштаг.
Кріплення блінда-стеньги до бушприта здійснювалося за допомогою закріпленої на його кінці книці, на яку встановлювався невеликий марсовий майданчик, підтримуваний знизу салінгом. До вертикальної частини книці кріпився езельгофт, в отвір якого входив шпор блінда-стеньги. Закінчувалася блінда-стеньга гюйсштоком, з боків підтримувалася блінда-стень-вантами, а ззаду — бакштагом, який йшов до фок-щогли.
Рея, що кріпилася на блінда-стеньзі, називалася бовен-блінда-реєю (блінда-стень-реєю), на ній підіймалося вітрило — бом-блінда-бовен (від нід. boven — «угорі, наверху»). Піднімання і прибирання бом-блінда-бовена здійснювалися матросом, що стояв на її майданчику без всякої огорожі чи страхувальної сітки. Оскільки прибирали вітрила з настанням поганої погоди, ця операція була вельми ризикованою.
З початком використовування кліверів у середині XVIII століття блінда-стеньга стала завадою і приблизно з 1720 року її перестали встановлювати на нових кораблях. Замість неї бушприт подовжили утлегарем з бом-блінда-реєю і бом-бліндом, а функцію місця кріплень штагів бушприта стали виконувати мартин-гіки.